# Liste du patrimoine culturel immatériel de l'humanité au Sénégal
Cet article recense les pratiques inscrites au patrimoine culturel immatériel au Sénégal.

## Statistiques
Le Sénégal ratifie la convention pour la sauvegarde du patrimoine culturel immatériel le 5 janvier 2006. La première pratique protégée est inscrite en 2008.
En 2021, le Sénégal compte 3 éléments inscrits au patrimoine culturel immatériel, tous sur la liste représentative.

## Listes

### Liste représentative
Les éléments suivants sont inscrits sur la liste représentative du patrimoine culturel immatériel de l'humanité.
| Élément                                                      | Type | Subdivision | Année | Lien  | Notes                  | Illus. |
| ------------------------------------------------------------ | --- | ----------- | ----- | ----- | ---------------------- | ------ |
| Le Kankurang, rite d’initiation mandingue                    | pratiques sociales, rituels et événements festifs |             | 2008  | 00143 | Partagé avec la Gambie |        |
| Le xooy, une cérémonie divinatoire chez les Serer du Sénégal | pratiques sociales, rituels et événements festifs connaissances et pratiques concernant la nature et l’univers                                              |             | 2013  | 00878 |                        |        |
| Le ceebu jën, art culinaire du Sénégal                       | connaissances et pratiques concernant la nature et l’univers pratiques sociales, rituels et événements festifs savoir-faire liés à l’artisanat traditionnel |             | 2021  | 01748 |                        |        |

### Patrimoine immatériel nécessitant une sauvegarde urgente
Le Sénégal ne compte aucun élément inscrit sur la liste du patrimoine immatériel nécessitant une sauvegarde urgente.

### Registre des meilleures pratiques de sauvegarde
Le Sénégal ne compte aucune pratique listée au registre des meilleures pratiques de sauvegarde.